# Stefano Černetić
Stefano Černetić (Trieste, 29 de abril de 1960) es un hombre italiano conocido por afirmar falsamente ser príncipe de Montenegro y Macedonia. Se asoció con celebridades y miembros de la realeza y otorgó falsos títulos de nobleza y órdenes autodenominadas a celebridades.
En 2016, las autoridades italianas iniciaron una investigación sobre él tras las denuncias de la embajada de Montenegro. Černetić fue acusado de fraude en el tribunal de Turín, pero fue absuelto porque nunca había afirmado representar al gobierno de la República de Montenegro.

## Biografía

### Reclamaciones de herencia real y actividades
Stefano Černetić, que nació el 29 de abril de 1960 en Trieste, Italia, y originalmente trabajó como periodista gastronómico, saltó a la fama después de afirmar que pertenecía a la realeza montenegrina. Černetić dice que estaba relacionado con la familia noble Crnojević que históricamente gobernó el principado de Zeta. Se autodenominó «Su Alteza Real e Imperial Stefan Černetić, Príncipe Heredero de Montenegro, Serbia y Albania». A partir de 2017 utilizó el lema en latín «In hoc signo vinces». También afirmó ser príncipe de Macedonia.
Usó su título asumido para asociarse con clérigos, empresarios y miembros de la realeza de alto rango, incluido Alberto II de Mónaco. Publicó fotografías tomadas con estas personas en las redes sociales y en su sitio web personal, lo que ayudó a construir su reputación. Durante este tiempo, le pagaron por asistir a eventos públicos a título oficial, organizó eventos humanitarios para promover la cultura de los Balcanes, y recibió una medalla de Giorgio Napolitano, entonces presidente de Italia.
En 2012 visitó la bodega Montalbera en Piamonte y solicitó que se convirtieran en proveedor oficial de su casa. La bodega produjo 1200 botellas etiquetadas con su escudo, pero el propietario dijo que no supieron más de él después.
En 2013, Černetić fue acusado de extorsionar al dueño de un restaurante en Bagno Vignoni, quien proporcionó a los periódicos un video de un teléfono celular en el que Černetić afirmaba ser un representante oficial de TripAdvisor y se ofrecía a respaldar el restaurante en TripAdvisor a cambio de una tarifa. En respuesta, TripAdvisor Italia emitió un comunicado diciendo que no envían representantes para solicitar pagos a los restaurantes.
Mientras estuvo en Italia, Černetić condujo un Mercedes negro con insignias diplomáticas y banderas montenegrinas. Otorgó falsos títulos de nobleza y órdenes autodenominadas a varias personas, entre ellas el tenista serbio Novak Djokovic y la actriz estadounidense Pamela Anderson. Primero le entregó a Anderson un premio por su trabajo de conservación marina en 2014, y luego le dio el título de «Condesa de Giglio» durante un baile en Villa Durazzo en Santa Margherita Ligure en 2015.
En julio de 2022, el entonces presidente de Montenegro, Milo Đukanović, inició una investigación después de que Černetić asistiera a su fiesta del Día de la Estadidad a pesar de no haber sido invitado. Černetić fue fotografiado en la fiesta con Đukanović y Nicolás de Montenegro, y fue agasajado al día siguiente por el obispo serbio Joanikije Mićović, quien también bautizó al hijo de Černetić.

### Investigación por fraude y absolución
Černetić y otro hombre, que se identificó como el embajador de Černetić, fueron acusados de fraude por las autoridades locales en Brindisi, Italia, en 2016. La investigación comenzó después de que las autoridades montenegrinas se pusieran en contacto con los ministerios italianos de Asuntos Exteriores y del Interior en 2016. Černetić fue acusado de obtener falsamente matrículas diplomáticas. La embajada montenegrina también dijo que un hotel de lujo en Fasano les había enviado una factura pagada por Černetić, que no estaba afiliado al gobierno montenegrino.
En junio de 2017, los Carabineros allanaron su casa en Turín como parte de una investigación sobre presuntas actividades fraudulentas que se remontaban a 2009. Encontraron documentos diplomáticos, sellos y certificados de premios falsos. Durante la investigación, las autoridades italianas descubrieron que los padres de Černetić eran italianos y que él era de Trieste. Las autoridades italianas acusaron a Černetić de falsificar su identidad y de elaborar y poseer documentos de identidad falsos. Durante la investigación, el abogado de Černetić afirmó que los certificados y títulos emitidos por Černetić sólo estaban destinados a representar los honores de su familia y no de la República de Montenegro.
En una entrevista con The Daily Beast publicada en julio de 2017, Černetić acusó a la dinastía Petrović-Njegoš, que gobernó Montenegro hasta 1916, de orquestar los procedimientos en su contra. Dijo que la dinastía estaba «llena de masones» y había sobornado a periodistas para que lo calumniaran. 
En 2023, fue absuelto de los cargos de fraude por el tribunal de Turín, que determinó que las acciones investigadas eran «engañosas» pero no legalmente fraudulentas. Una investigación sobre las afirmaciones genealógicas y heráldicas de Černetić encontró que está relacionado con una casa noble que gobernó en Montenegro y Macedonia durante el siglo XVII. Černetić utiliza el escudo de armas de esa familia, que tiene similitudes con el escudo de armas de Montenegro. Nunca afirmó representar al gobierno de Montenegro y el tribunal dictaminó que los certificados que emitió no se consideraban documentos legales. En cambio, el tribunal concluyó que los certificados otorgados por Černetić eran meros recuerdos.

## Vida personal
El 28 de diciembre de 2017, Černetić se casó con Karola, una profesora universitaria alemana. Ellos tienen un hijo.